# River Avon (Severn, Tewkesbury)
Der River Avon [ˈeɪvən] ist ein 136 Kilometer langer Fluss in England, der durch die Grafschaften Northamptonshire, Warwickshire, Worcestershire und Gloucestershire in den Midlands fließt. Der Fluss wird auch Warwickshire Avon oder Shakespeare's Avon genannt. 

## Flusslauf
Der River Avon entspringt im nördlichen Northamptonshire in der Nähe des Dorfes Naseby. Auf den ersten Kilometern bildet er die Grenze zwischen Northamptonshire und Leicestershire; dann verläuft er in westlicher Richtung, nördlich an den Cotswolds vorbei, durch Rugby, Leamington Spa, Stratford-upon-Avon, Evesham und Pershore. In Tewkesbury vereinigt sich der Avon mit dem Severn.
In Stratford-upon-Avon trifft der Stratford-upon-Avon-Kanal, ein Narrowboat-Kanal, auf den Avon. Zu den Nebenflüssen des Avon zählen u. a. die Flüsse River Leam, River Stour, River Sowe, River Dene, River Arrow, River Swift und River Isonbourn. Der Flusslauf ist durch zahlreiche Stauwehre und größere und kleine Schleusen unterbrochen.
Avon ist ein Wort aus der walisischen Sprache und bedeutet Fluss. Es gibt daher noch weitere Flüsse, die den Namen Avon tragen, siehe dazu Avon. Bei den Römern war der Avon wahrscheinlich unter dem Namen Avona bekannt.
Vom etwa drei Kilometer nördlich von Stratford-upon-Avon gelegenen Wehr bei Alveston bis zu seiner Mündung in den Severn bei Tewkesbury ist der Avon schiffbar für Schiffe mit einer maximalen Länge von 21 m und einer Breite von 4,1 m, wobei nördlich von Evesham die Breite auf 3,8 m reduziert ist. Der Freizeitschiffsverkehr mit Kabinenkreuzern und Narrowboats dominiert bei weitem gegenüber seltener gewerblicher Schifffahrt. Der Avon ist Bestandteil des Avon-Rings, eines unter Bootstouristen beliebten Rundkurses.

## Geschichte
Bereits 1635 erlaubte König Charles I. die Nutzung des Avon als Schifffahrtsweg. Nach dem Bau von Wehren und Schleusen war der Avon ab 1641 von Tewkesbury bis etwa 6 km vor Warwick schiffbar und ab 1664 erreichten Stratford-upon-Avon Binnenschiffe mit einer Nutzlast von 30 t. Im Jahre 1771 wurden die Eigentumsrechte an dem Fluss in den südlichen Unteren Avon (Lower Avon) und den nördlichen Oberen Avon (Upper Avon) aufgeteilt. Die Grenze zwischen beiden war in Evesham.
George Parrot, der den Unteren Avon bewirtschaftete, erweiterte in der Folge die Schleusen, so dass ab 1768 auch Binnenschiffe mit einer Nutzlast von bis zu 40 t nach Evesham gelangen konnten. Von 1830 bis 1872 pachtete die Worcester und Birmingham Kanal Gesellschaft den Unteren Avon, doch als 1864 der Eisenbahnbau Evesham erreichte, sanken die Frachtraten auf dem Unteren Avon so stark, dass das Pachtverhältnis nicht verlängert wurde. Der Obere Avon erlitt durch den Anschluss von Stratford-upon-Avon an das Eisenbahnnetz ein ähnliches Schicksal. Die Unterhaltung der Schleusen und Wehre wurde ab etwa 1870 eingestellt und die Schiffbarkeit ging im Laufe der Jahre verloren. Zum Ende des Zweiten Weltkrieges befuhr nur noch ein Frachtschiff regelmäßig den Avon von Tewkesbury bis Pershore, nördlich von Pershore war der Avon damals schon nicht mehr schiffbar.

## Restauration
Nach dem Zweiten Weltkrieg begann die Phase der Restauration der englischen Binnenwasserstraßen. Während die Narrowboat-Kanäle verstaatlicht und mit öffentlichen Mitteln instand gesetzt und unterhalten wurden, verblieb der Avon in Privatbesitz. Es bildeten sich 1950 zunächst der gemeinnützige Lower Avon Navigation Trust (LANT) und fünfzehn Jahre später der ebenso gemeinnützige Upper Avon Navigation Trust (UANT), die mit eingeworbenen Geld- und Sachspenden sowie ehrenamtlichen Arbeitseinsätzen von Enthusiasten zunächst die sieben Schleusen von Tewkesbury bis Evesham wieder instand setzten, so dass eine Wiederinbetriebnahme der Schifffahrt in diesem Abschnitt im Juni 1962 möglich war. Der Abschnitt von Evesham bis Stratford-upon-Avon war damals zum Teil bereits seit mehr als 100 Jahren nicht mehr schiffbar gewesen, so dass der Restaurationsaufwand erheblich größer war. Doch 1974 konnte unter der Schirmherrschaft der Königin Mutter am 1. Juni 1974 auch der Upper Avon Navigation Trust seinen nördlichen Flussabschnitt für die Schifffahrt wieder freigeben.